# Estola brunnescens
Estola brunnescens là một loài bọ cánh cứng trong họ Cerambycidae.